# Maurizio Cazzati
Maurizio Cazzati (getauft 1. März 1616 in Luzzara; † 28. September 1678 in Mantua) war ein italienischer Komponist.

## Leben
Maurizio Cazzati war der Sohn des wohlhabenden Notars Francesco Cazzati, der beruflichen Kontakt zur Familie der Gonzagas hatte. Bereits mit 17 Jahren hatte Maurizio Cazzati bei Herzog Ferrante III. Gonzaga von Guastella eine Anstellung. Diesem widmete er 1641 sein Op. 1 und 1665 die Sonatensammlung Op. 35. Nach seiner Priesterweihe war er ab 1641 an verschiedenen Kirchen in Mantua, Bozzolo, Ferrara und Bergamo als Kapellmeister tätig. In Bergamo wirkte er gemeinsam mit Giovanni Legrenzi an der Basilika Santa Maria Maggiore. Um 1657 wurde er auf eigenen Wunsch von seinen priesterlichen Verpflichtungen befreit. Im gleichen Jahr erhielt er den wichtigen Posten des Kapellmeisters an der Basilika San Petronio in Bologna. Hier gab er der Instrumentalmusik einen höheren Stellenwert in der Kirchenmusik, als dies vor seiner Ernennung üblich war. Der Sonata da chiesa (Kirchensonate) gab er die Form langsam–schnell–langsam-schnell. Aus dieser Zeit stammen seine Werke für Trompete und Streicher. 
Sein Verhältnis zu den anderen Musikern muss von Meinungsverschiedenheiten getrübt gewesen sein, da er schon kurz nach seinem Amtsantritt sämtliche Mitglieder der capella, die sich weigerten, sich einer strengen Prüfung wie bei einer Neueinstellung zu unterziehen, entließ. Die Anzahl der fest angestellten Musiker setzte er auf 33 Mitglieder herab. Dies und andere Regelungen ließ er in der Dienstanordnung Ordini per la musica dell’Insigne Collegiata di S. Petronio di Bologna 1658 festschreiben. Durch diese Neuerungen vollzog sich ein deutlicher Qualitätsanstieg der Kirchenmusik in Bologna. Möglicherweise waren die dauerhaften Spannungen, die aus den oben genannten Gründen entstanden, ausschlaggebend dafür, dass er nicht in die 1666 gegründete Accademia Filarmonica aufgenommen wurde. 
Mit dem Organisten Giulio Cesare Arresti, der Cazzati musikalische Irrtümer im Kyrie der Missa primi toni aus dem Op. 17 vorwarf, kam es schließlich zum offenen Streit. Dieser ging so weit, dass sich andere Musiker und die Musikverleger von Cazzati trennten. Aus diesem Grund schaffte er sich 1666 eine eigene Druckerpresse an. Nachdem sich die Querelen nicht legten, kündigte er 1671 seine Stellung an San Petronio und ging nach Mantua an den herzoglichen Hof der Gonzagas, wo er den Ehrentitel maestro di capella di camera der Herzogin erhielt. 1672 erhielt er die Stelle des Kapellmeisters am Dom von Mantua, die er bis zu seinem Tod 1678 ausübte.
Trotz aller Unbilligkeiten kann man ihn als Begründer der Bologneser Schule betrachten, diese spielte im Musikleben der zweiten Hälfte des 17. Jahrhunderts eine führende Rolle. Sein umfangreiches Schaffen umfasst insgesamt 66 Opusziffern. Die Instrumentalwerke haben einen wichtigen Stellenwert in der Entwicklung der Violinmusik.

## Werke (Auswahl)
Instrumental:
- Op. 1: Salmi e messa... (Venedig, 1641)
- Op. 2: Canzoni a tre, doi violini e violone, col suo basso continuo (Venedig, 1642)
- Op. 5: Il primo libre de Motteti à voce sola (Venedig, 1647 und Bologna, 1670)
- Op. 8: Il secondo libro delle sonate, 14 brani a 1, 2, 3, 4, 6 strumenti e b. c. (Venedig, 1648)
- Op. 10: Motetti a due voci... (Venedig 1648)
- Op. 15: Mehrstimmige Sonaten Correnti e balletti alla francese e all'itagliana (Venedig, 1654)
- Op. 17: Messa e Salmi á 5 voce (Venedig, 1655, und Bologna, 1667)
- Op. 18: 12 Triosonaten und 1 Capriccio für 2 Violinen und B. c. (Bologna, 1659)
- Op. 22: Trattenimenti per camera (Abendliche Unterhaltungsmusik) (Bologna, 1660)
- Op. 30: Correnti e Balletti per sonare... (Bologna, 1668)
- Op. 31: Messa e salmi per li defonti a cinque voci (Bologna, 1663)
- Op. 32: Antifone e Letanie concertante à 2, 3, 4 e 5 (Bologna, 1663)
- Op. 34: Sacri concerti di motetti 2 voce (Bologna, 1664)
- Op. 35: Sonata a due, tre, quattro e cinque con alcune per Tromba (Bologna, 1665)
- Op. 49: Diport spirituali per camera e per oratorii (Bologna, 1668)
- Op. 50: Varii e diversi Capricci per Camera e per Chiesa, Isabella Gonzaga gewidmet (Bologna 1669)
- Op. 51: Salmi di terza con le tre sequenze correnti dell’ anno (Bologna, 1669)
- Op. 55: Sonate a due istromenti cioè violino é violone (Bologna, 1670)
- Op. 65: Il ottavo libro dei motetti a voce sola (1678)

Kirchenmusik:
- Requiem
- Vespro di Sant’Andrea
- Missa austriaca

Bühnenwerke:
- I gridi di Cerere; dramma eroi-comico (Ferrara, 1652)
- Il carnevale esigliato; scherzo drammatico (Ferrara, 1652)
- Ercole effeminato; dramma (Bergamo, 1654)
- Le gare de’ fiumi (Bologna, 1658)
- Le gare d’Amore e di Marte festa d’armi e di ballo (Bologna, 1662)